# Suzana Cimbal Špirelja
Suzana Cimbal Špirelja (Zagreb, 18. studenoga 1975.), hrvatska športska streljačica. Višestruka državna rekorderka u match samostrelu.
Natjecala se na Olimpijskim igrama 2008. U disciplini MK puška 50 metara (3 x 20 hitaca) osvojila je 12. mjesto, a u zračnoj pušci na 10 metara osvojila je 30. mjesto.
Na svjetskim prvenstvima je ekipno osvojila dvije srrebrne (1997. i 1999.) i brončanu medalju (1993.) u samostrelu. Na europskim prvenstvima osvojila je zlatnu (1994.) i tri srebrene medalje (2001., 2009. i 2011.). Na Mediteranskim igrama 2005. osvojila je brončanu medalju u disciplini MK puška 50 metra (3 x 20 hitaca).
Bila je članica zagrebačkih Ljudevita Gaja i HASK Mladosti.
Udana je za uspješnog hrvatskog reprezentativca u streljaštvu i olimpijca Romana Špirelju.